# Chór Uniwersytetu SWPS
Chór Uniwersytetu SWPS – amatorski chór kameralny działający przy Uniwersytecie SWPS w Warszawie, skupiający studentów i absolwentów Uniwersytetu SWPS oraz miłośników muzyki spoza uczelni.

## Historia
Zespół został powołany do życia w czerwcu 2001 roku. Pomysł założenia chóru przy Uniwersytecie SWPS narodził się z potrzeby uświetnienia uczelnianych uroczystości, jednak wkrótce droga artystyczna zespołu zaczęła zmierzać ku nowym formom realizacji artystycznej. Chór uczestniczy w licznych festiwalach i konkursach, jest zapraszany do udziału w różnorodnych koncertach oratoryjnych i chóralnych.

## Występy i nagrania
Od momentu założenia Chór Uniwersytetu SWPS uczestniczył w blisko dwudziestu konkursach i festiwalach w kraju i poza jego granicami, brał udział w licznych koncertach w filharmoniach i  prestiżowych salach koncertowych. Chór był zapraszany do współwykonania wielkich dzieł wokalno-instrumentalnych, takich jak symfonie Gustava Mahlera (nr II – Zmartwychwstanie i VIII –  Tysiąca) czy Carmina Burana Carla Orffa, dzieł operowych rosyjskich kompozytorów, uczestniczył w polskim prawykonaniu operetki komicznej Kandyd Leonarda Bernsteina. Wziął również udział w znanym na całym świecie projekcie multimedialnym Video Games Live. Koncerty były okazją do współpracy ze znakomitymi artystami – dyrygentami: Gabrielem Chmurą, Łukaszem Borowiczem, Michałem Klauzą – i śpiewakami: Violettą Chodowicz, Izabellą Kłosińską, Małgorzatą Pańko-Edery, Agnieszką Rehlis, Katarzyną Trylnik, Wojciechem Gierlachem, Adamem Kruszewskim, Tomaszem Piluchowskim, Na swoim koncie zespół ma nagrania kolęd emitowanych w TVP. W 2014 roku Chór Uniwersytetu SWPS nagrał swoją pierwszą płytę Kolędy polskie. W 2021 powstała płyta z zespołem Bastarda pt. Kołowrót.

## Repertuar
Na repertuar Chóru Uniwersytetu SWPS składają się utwory muzyki poważnej zarówno dawnej, jak i współczesnej, muzyki rozrywkowej, pochodzącej z różnych stron świata muzyki ludowej oraz muzyki różnych kościołów. Szczególne miejsce w repertuarze zajmują dzieła średniowieczne z różnych kręgów kulturowych, barokowe koncerty wokalne oraz dzieła współczesnych twórców.

## Najważniejsze osiągnięcia
- 2018 – XIII Warszawski Międzynarodowy Festiwal Chóralny Varsovia Cantat – III miejsce w kategorii chórów mieszanych[2]
- 2015 – Festiwal Muzyki Chóralnej „Mater Misericordiae” – Ząbki koło Warszawy – złote pasmo w kategorii chóry osób dorosłych
- 2013 – III Wrocławski Międzynarodowy Festiwal VRATISLAVIA SACRA we Wrocławiu – I miejsce w kategorii muzyka cerkiewna
- 2012 –XV Łódzki Festiwal Chóralny CANTIO LODZIENSIS – Łódź – złoty dyplom w kategorii chóry akademickie
- 2012 – VII Festiwal Muzyki Chóralnej „Mater Misericordiae” – Ząbki koło Warszawy – złoty dyplom
- 2011 – Ogólnopolski Konkurs Pieśni Pasyjnej – Bydgoszcz – złoty dyplom
- 2010 – International 'Ohrid Choir Festival' – Ohrid, Macedonia – III miejsce
- 2009 – Międzynarodowy Festiwal „Hajnowskie Dni Muzyki Cerkiewnej” – Hajnówka – II miejsce w kategorii chóry akademickich
- 2007 – IX Łódzki Festiwal Chóralny „Cantio Lodziensis” – Łódź – II miejsce w kategorii chóry akademickie
- 2007 – Mazowiecki Festiwal Chórów Akademickich „Vivat Academia” – Warszawa – złoty dyplom

## Dyrygent
Od dnia założenia dyrygentem chóru jest Ewa Mackiewicz – absolwentka Uniwersytetu Muzycznego Fryderyka Chopina w Warszawie w zakresie teorii muzyki oraz prowadzenia zespołów muzycznych.

## Siedziba
Chór Uniwersytetu SWPS mieści się w gmachu warszawskiego kampusu Uniwersytetu SWPS – dawnej Fabryki Aparatów Elektrycznych Kazimierz Szpotańskiego przy ul. Chodakowskiej 19/31 na Kamionku.